# تمرد المستحيل
تمرد المستحيل هو مجموعة من الاحتجاجات غير العنيفة بشأن التغير المناخي في المملكة المتحدة نظمتها حركة تمرد ضد الانقراض (إكس آر)، منذ 23 أغسطس عام 2021 حتى 4 ديسمبر عام 2021. استهدفت الاحتجاجات بشكل رئيسي مدينة لندن لزيادة الوعي بدور القطاع المالي في التغير المناخي. طالب المتظاهرون خلال تمرد المستحيل حكومة المملكة المتحدة بوقف الاستثمارات الجديدة في صناعة الوقود الأحفوري. تطالب حركة إكس آر أيضًا الحكومة بإعلان حالة الطوارئ المناخية، والوصول إلى صافي انبعاثات الكربون الصفرية بحلول عام 2025 وإنشاء جمعية للمواطنين بشأن تغير المناخ.
كان تمرد المستحيل هو خامس مجموعة كبيرة من احتجاجات حركة إكس آر؛ يركز الناشطون فيه على الاحتجاجات قصيرة المدى في المناطق ذات عدد الزيارات الأعلى بدلًا من السيطرة على أعداد أقل من المناطق، كما في تحركاتهم السابقة. ركزت المظاهرات بشكل مختلف على استثمار البنوك المستمر في الوقود الأحفوري، والبنية التحتية الجديدة للطرق والسكك الحديدية مثل إتش إس2، وإزالة الأشجار في غابات الأمازون الاستوائية، ومعالجة الحيوانات في أراضي عقار كراون وصناعة الأزياء والوجبات السريعة. كانت بعض أيام الاحتجاج تتمحور حول تسليط الضوء على أصوات النساء والسكان الأصليين. شملت المجموعات الشقيقة المشاركة في الاحتجاجات تمرد الحيوانات وتمرد المال.

## معلومات أساسية
تمرد ضد الانقراض هو حركة عدالة مناخية لها ثلاثة مطالب رئيسية لحكومة المملكة المتحدة هي: إعلان حالة الطوارئ المناخية؛ تحقيق محايدة الكربون بحلول عام 2025؛ وإنشاء جمعية للمواطنين بشأن تغير المناخ. بالنسبة لتمرد المستحيل، الذي استمر من 23 أغسطس 2021 حتى 4 سبتمبر 2021، طالبت الحركة أيضًا الحكومة بوقف الاستثمارات الجديدة في الوقود الأحفوري.
كان تمرد المستحيل الذي دام أسبوعين هو خامس مجموعة رئيسية من احتجاجات إكس آر، بعد تمرد الخريف الذي استمر 10 أيام في سبتمبر 2020. جاءت الاحتجاجات في أعقاب تقرير التقييم السادس للجنة الدولية للتغيرات المناخية، الذي وجد أن نقطة التحول في النظام المناخي ربما تم تجاوزها بالفعل بسبب انبعاثات ثاني أكسيد الكربون. صرح أحد المؤسسين أن إكس آر شهدت تبرعات متزايدة بعد نشر التقرير، وأنهم جمعوا أكثر من 100 ألف دولار في 24 ساعة قبل وقت قصير من بداية تمرد المستحيل.

## تكتيكات المتظاهرين والشرطة
يستخدم تمرد ضد الانقراض العصيان المدني غير العنيف مثل المسيرات والاحتجاجات وتعطيل وسائل النقل العام واعتقال الأشخاص عمدًا، كي يحققوا أهدافهم. وفقًا لصحيفة إيفنينغ ستاندارد، عمل حوالي 2000 متطوع في إكس آر على تصميم الأعمال الفنية، بما في ذلك اللافتات والأعلام والأزياء والمنحوتات وأعمال التصميم الأخرى. يقوم منسقو الفنون بصنع بعض الأزياء، مثل «المتمردين الحمر»، وإصدار تعليمات لفروع أخرى من إكس آر حول كيفية نسخ العمل الفني. صرح منسق مصنع فنون في المملكة المتحدة أن صنع لافتات وأعلام يتطلب شهر عمل بمعدل 16 ساعة في اليوم من 100 متطوع، وأنهم يهدفون إلى إعادة تدوير أكبر عدد ممكن من المواد وإعادة استخدامها. تضمنت المظاهرات قرع الطبول والهتاف، والحواجز البشرية للتسبب في إغلاق الطرق.
وجد حكم المحكمة العليا الصادر في يونيو 2021 -أطلق عليه «حكم زيغلر» — أن عرقلة طريق سريع أثناء الاحتجاج قد يكون قانونيًا، لكن نائب مساعد مفوض شرطة العاصمة علق قائلًا: «ما يزال الضباط قادرين على اتخاذ إجراء إذا لاحظوا عرقلة متعمدة». أرسلت إكس آر، قبل الاحتجاجات، رسالة إلى مفوضة شرطة العاصمة كريسيدا ديك تستفسر فيها عن كيفية تصرف الشرطة في ضوء الحكم.
ذكرت صحيفة الغارديان أن تكتيكات كل من المتظاهرين والشرطة تغيرت بسبب تمرد المستحيل. تهدف إكس آر إلى خلق احتجاجات قصيرة المدى في مختلف المناطق ذات نسبة الزيارات الأعلى في لندن، بدلًا من السيطرة على عدد صغير من المواقع. كانت المراسلات على تطبيق تيليغرام تعلن عن مواقع الاحتجاج للناشطين كل صباح، مما منع وصول الإخطار المسبق إلى الشرطة. في غضون ذلك، علمت الشرطة أن منع الوصول إلى الاحتجاجات تسبب فقط في زيادة الاضطراب، وحاولت تطويق البنية التحتية للاحتجاجات ثم إبعاد المتظاهرين جسديًا. ووصفت الصحيفة الاحتجاجات بأنها أصغر من تمردات إكس آر السابقة، والشرطة بأنها تعرقل الاحتجاجات بسرعة، مع التركيز على تفريق الموسيقيين أولًا لتهدئة الأجواء أو المنشآت المحيطة حتى تتمكن فرق الإزالة من العمل. وأشار مسؤول اتصال بشرطة إكس آر إلى أن الشرطة تهدف إلى تقليل فرصة رؤية الشعب للاحتجاجات والبدء في التفاعل معها، وقال إن الناشطين أصيبوا بجروح بسبب التدخلات السريعة والقوية.
وصف المتحدثون باسم الغارديان وإكس آر زيادة في عنف الشرطة في 31 أغسطس عام 2021 ردًا على الاحتجاجات، بما في ذلك ضرب المتظاهرين بالهراوات، واحتجازهم في مسكة الطوق أثناء لكمهم وتكسير الزجاج بالقرب من الناس. وقالت كارولين راسل، وهي سياسية في حزب الخضر في إنجلترا وويلز، إنها شاهدت مقاطع فيديو «غير مقبولة على الإطلاق» لسلوك الشرطة خلال الاحتجاجات. أعربت مجموعة ليبرتي للدفاع عن حقوق الإنسان عن قلقها من أن الشرطة استخدمت التعرف على الوجه أثناء التصوير المباشر في الاحتجاجات، وهو ما نفته الشرطة.

## الاحتجاجات
في تمرد المستحيل، كان الهدف من الأسبوع الأول — تحت عنوان «محادثات الأزمة» — استهداف المناطق المزدحمة في لندن، ليحتلها المتظاهرون ويتحدثوا إلى عامة الناس. في الأسبوع الثاني، كان التركيز على تعطيل القطاع المالي في مدينة لندن. كانت البحارة الأولمبية لورا بالدوين متحدثة باسم المجموعة، بينما قال الممثل جيروم فلين إن الاحتجاجات كانت «أكثر أهميةً من أي وقت مضى». بحلول يوم الأربعاء، ذكرت هيئة الإذاعة البريطانية أن الحضور زاد عن 10 آلاف. تم اعتقال 367 ناشطًا خلال الأسبوع الأول من الاحتجاجات. بحلول يوم الأربعاء من الأسبوع الثاني، بلغ عدد المحتجزين 480؛ كانت الشرطة قد أزالت حوالي 80 متظاهرًا ملتصقين بالمباني و50 يتجهزون للهجوم عليها.
وقبل يوم من بدء الاحتجاجات الرسمية، قام ثلاثة متظاهرين برش الطلاء في مدرسة غيلدهول للموسيقى والدراما احتجاجًا على مؤسسة مدينة لندن وحملوا لافتة كتب عليها «معًا لحرية التحرير المشترك». كان جيروم فلين حاضرًا بين نحو 200 شخص.